# 酒波寺
酒波寺（さなみじ）は、滋賀県高島市今津町酒波にある真言宗智山派の寺院・京都智積院の末寺。山号は青蓮山（せいれんざん）。

## 歴史
天平13年、行基により開かれたと伝わる。創建時は興福寺末で56坊を抱えた。元亀3年、津田信澄により焼失し寺領を没収された。天正年間に再興が図られたが成功せず、再興が叶ったのは寛文2年に伊香郡の菅山寺より覚仁上人を招いて後である。延宝7年に京都智積院末になった。高嶋七ヵ寺のひとつという。

## 周辺
- 日置神社